# Osterholz-Scharmbeck
Osterholz-Scharmbeck è una città di 30 438 abitanti, della Bassa Sassonia, in Germania.

È il capoluogo, e il centro maggiore, del circondario di Osterholz.
Osterholz-Scharmbeck si fregia del titolo di "Comune indipendente" (Selbständige Gemeinde).

## Geografia antropica

### Suddivisioni amministrative
Alla città di Osterholz-Scharmbeck appartengono le frazioni di Freißenbüttel, Garlstedt, Heilshorn, Hülseberg, Ohlenstedt, Pennigbüttel, Sandhausen, Scharmbeckstotel e Teufelsmoor.

## Amministrazione

### Gemellaggi
Osterholz-Scharmbeck è gemellata con:
- Grimmen, dal 1990